# Mikkeli
Mikkeli (Zweeds: Sankt Michel) is een stad in het zuidoostelijke binnenland van Finland. Mikkeli ligt aan een noordelijke uitloper van het Saimaameer. De gemeente telt 51.980 inwoners (2022). Mikkeli is hoofdstad van het landschap Etelä-Savo.

## Geschiedenis
Op de plaats van Mikkeli lag al eeuwenlang een markt- en later ook een kerkdorp. De naam is afgeleid van de aartsengel Michael. In 1838 ontving Mikkeli stadsrechten, in 1843 werd het provinciehoofdstad. In 1945 werd de stad ook bisschopszetel.
Mikkeli is met name bekend om zijn militaire geschiedenis. Al in de 17e eeuw was in het dorp een garnizoen gelegerd. In 1789 vond een grote veldslag tussen Russische en Zweeds-Finse troepen plaats bij de landengte Porrassalmi. Mikkeli werd in de Winter- en Vervolgoorlog door maarschalk Mannerheim als hoofdkwartier van de Finse strijdkrachten gekozen. De stad werd hierdoor zwaar gebombardeerd. Op de plek van het voormalige hoofdkwartier staat nu een museum.

## Functies
Mikkeli is met name van belang als bestuurlijk centrum; tot de grootste werkgevers behoren de plaatselijke overheid en defensie. Daarnaast heeft Mikkeli lokale industrie, met onder meer voedingswaren- en metaalindustrie en een grote drukkerij.
Mikkeli is eveneens de toegangspoort tot het Finse merengebied en daardoor van belang als toeristisch centrum.
Bezienswaardig zijn de heuvel Naisvuori, met daarop een uitkijktoren; de domkerk en de houten kerk van de plattelandsgemeente.

## Gebiedsuitbreidingen
Mikkeli werd in 2001 uitgebreid met Anttola en de landgemeente Mikkeli, gevolgd door Haukivuori in 2007 en Ristiina en Suomenniemi in 2013.

## Zustersteden
Mikkeli onderhoudt jumelages met Borås (Zweden, sinds 1940), Molde (Noorwegen, 1947), Vejle (Denemarken, 1947), Békéscsaba (Hongarije, 1981), Loega (Rusland, 1966) en de Kreis Ostholstein (Duitsland, 2005). De partnerschap tussen Anttola en Mõisaküla (Estland) is na de opheffing van de gemeente Anttola blijven bestaan.

## Geboren in Mikkeli
- Eero Lehtonen (1898-1959), atleet
- Fredi (1942-2021), zanger, acteur en tv-presentator
- Heikki Mikkola (1945), motorcrosser
- Erkki Liikanen (1950), politicus
- Vesa Pulliainen (1957), voetballer
- Olli Rehn (1962), (euro)politicus en bestuurder
- Mikko Kolehmainen (1964), kanovaarder
- Harri Nyyssönen (1965), voetballer
- Jukka Ruhanen (1971), voetballer
- Jokke Kangaskorpi (1972-2009), voetballer
- Jussi Jääskeläinen (1975), voetballer
- Jessica Kähärä (2001), atleet

Enonkoski · Heinävesi · Hirvensalmi · Joroinen · Juva · Kangasniemi · Mikkeli · Mäntyharju · Pertunmaa · Pieksämäki · Puumala · Rantasalmi · Savonlinna · Sulkava